# Merten Schroedter
Merten Schroedter (* 1976 in Zittau) ist ein deutscher Schauspieler.

## Leben
Merten Schroedter absolvierte sein Schauspielstudium von 2000 bis 2004 an der Hochschule für Schauspielkunst „Ernst Busch“ in Berlin. Während des Studiums gastierte er 2003 bei Claus Peymann am Berliner Ensemble.
In der Spielzeit 2005/06 war er unter der Intendantin Dagmar Schlingmann am Stadttheater Konstanz engagiert. Hier trat er unter anderem als Kammerherr Marinelli in Emilia Galotti (Regie: Anna Bergmann), als Shakespeares Richard III. (Regie: Dagmar Schlingmann), als Max in Zur schönen Aussicht (Regie: Wolfram Apprich) und als Nick in Wer hat Angst vor Virginia Woolf? (Regie: Christoph Diem) auf. 
Von 2006 bis 2010 folgte anschließend, erneut unter Intendantin Dagmar Schlingmann, ein weiteres Festengagement, diesmal am Staatstheater Saarbrücken. Hier spielte er zahlreiche große Rollen der Theaterliteratur wie Philinte in Der Menschenfeind (Regie: Dagmar Schlingmann), Rodrigo in Lulu (Regie: Christoph Diem), Gregor Samsa in Die Verwandlung (Regie: Jörg Wesemüller), Woyzeck, den Borkin in Iwanow (Regie: Wolfram Apprich), Jörgen Tesman in Hedda Gabler (Regie: Christoph Diem) und Hugo in Die schmutzigen Hände (Regie: Reinhard Göber).
Seit 2010 arbeitet Schroedter als freier Schauspieler. 2011 gastierte er in einer Produktion des Schleswig-Holsteinischen Landestheaters Schleswig unter der Regie von Wolfram Apprich als Titelheld in Cyrano de Bergerac bei den Schlossfestspielen Gottorf. Weitere Gastengagements hatte er am Theater der Jugend in Wien (2011), am Renaissancetheater Wien (2012), auf Kampnagel (2012 und 2013, jeweils mit dem Theaterkollektiv „Kommando Himmelfahrt“) und in den Jahren 2012 und 2014 an der Komödie am Kurfürstendamm. 2015 gastierte er in den Rollen Lehrer/Knecht Vincek in der Weihnachtsproduktion Drei Haselnüsse für Aschenbrödel am Saarländischen Staatstheater Saarbrücken. Er gastierte außerdem bei den Sommerfestspielen Melk (2016) und am Nationaltheater Mannheim (2017/2018).
Regelmäßig trat Schroedter auch in musikalischen Produktionen von der Oper über Musicals und Revuen bis zu Produktionen mit Country-Musik auf. Er gastierte unter anderem an der Komischen Oper Berlin (2005), im Berliner Admiralspalast (2009), in der Bar jeder Vernunft (2012) und am Schmidt Theater in Hamburg (2017) in dem Musical Heiße Ecke.  
Seit 2004 stand Schroedter gelegentlich auch vor der Kamera. Er wirkte zunächst in verschiedenen Kurzfilmen, Diplomfilmen und Abschlussarbeiten mit, später übernahm er auch Rollen in Fernsehproduktionen. Im November 2016 war er in der ARD-Serie In aller Freundschaft – Die jungen Ärzte in einer Episodenhauptrolle zu sehen. Er verkörperte den sympathischen Bestattungsunternehmer Bernd Müller, der von einer beruflichen Zukunft als Wedding-Planner träumt. Im Januar 2018 war er in der ARD-Serie Großstadtrevier ebenfalls in einer Episodenhauptrolle zu sehen, als alleinerziehender Vater Ulrich Weber.
Schroedter arbeitete auch als Sprecher für Dokumentationen und Hörspiele (SR, rbb). Er lebt in Berlin.

## Filmografie (Auswahl)
- 2011: Collisions (Kurzfilm)
- 2011: ...Und Exitus (Spielfilm)
- 2014: What I Can Never Express (Kurzfilm)
- 2016: In aller Freundschaft – Die jungen Ärzte: Freundschaftsdienste (Fernsehserie, Episodenhauptrolle)
- 2017: Der Reichstag (TV-Dokudrama)
- 2018: Großstadtrevier: Der Master (Fernsehserie, Episodenhauptrolle)
- 2018: Jenny – echt gerecht: Fahrerflucht (Fernsehserie, Episodennebenrolle)
- 2020: Inga Lindström – Feuer und Glas
- 2022: WaPo Duisburg: Das dicke Ende (Fernsehserie, Episodenhauptrolle)